# Templi di Chola
I templi della dinastia Chola sono edifici che si trovano nel sud dell'India, costruiti durante la dinastia Chola.

## I templi
Il sito dei templi di Chola comprende:
- il tempio Brihadisvara, che si trova a Thanjavur,
- il tempio Gangaikondacholisvaram, che si trova a Darasuram,
- il tempio Airavatesvara, che si trova anch'esso a Darasuram.

Il primo di queste tre costruzioni è stato inserito nell'elenco dei Patrimoni dell'umanità dell'UNESCO nel 1987 mentre gli altri due sono stati inseriti nel 2004, come estensione del sito archeologico.